# Dermot Lacey

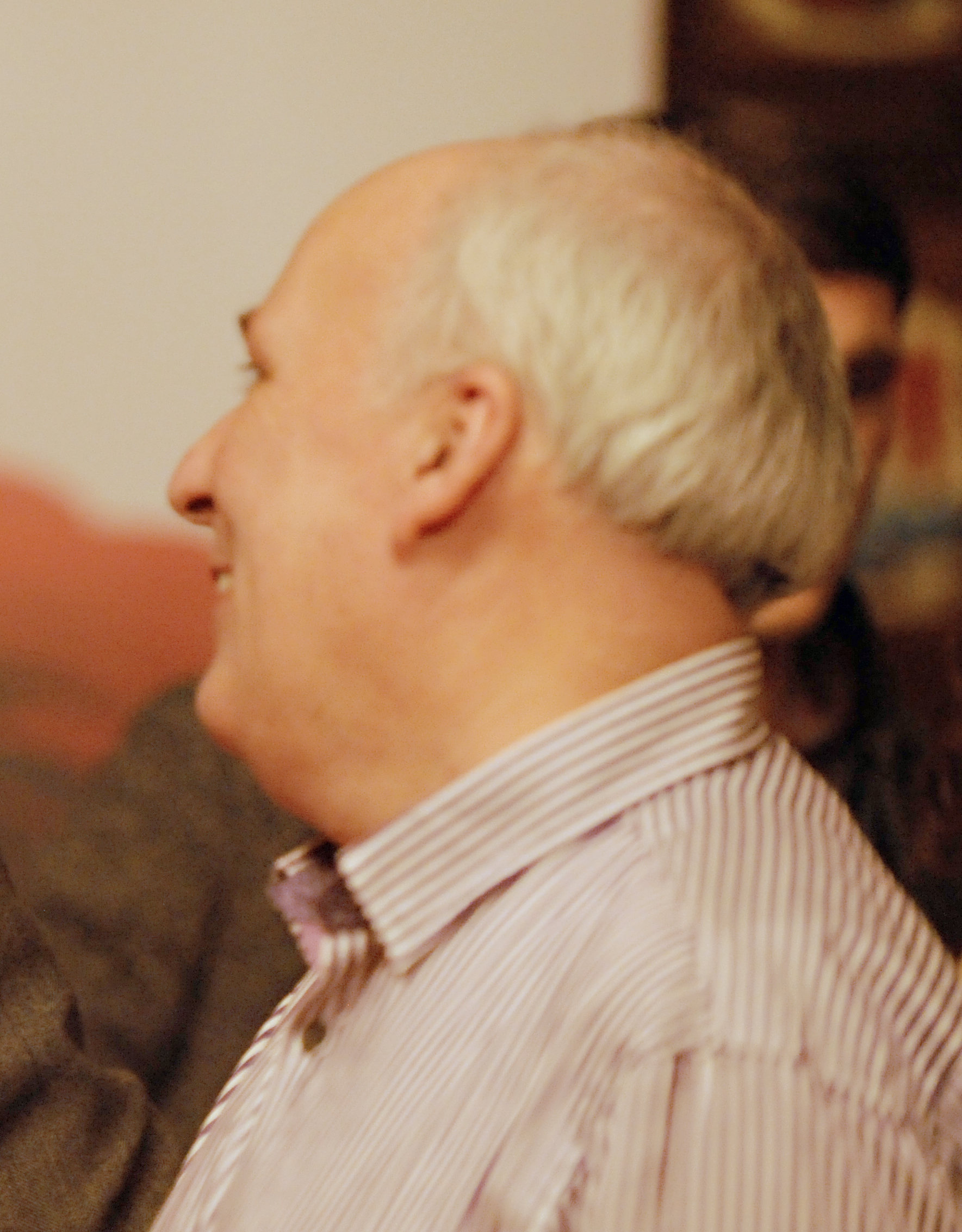
Dermot Lacey

Dermot Lacey ist ein irischer Politiker der Irish Labour Party.
Lacey trat 1977 der Irish Labour Party bei. Seit 1993 gehört er für sie dem Stadtrat von Dublin (Dublin City Council) an. Zuerst vertrat er den Wahlkreis South Inner City, dann ab 1999 den Wahlkreis Pembroke. Als Mitglied des Stadtrates wurde Lacey 2002 zum Oberbürgermeister von Dublin (Lord Mayor of Dublin) gewählt und bekleidete dieses Amt für eine Amtsperiode von Juli 2002 bis Juli 2003.
Dermot Lacey ist verheiratet und hat zwei Kinder.